# Orphische Theogonie
Die sogenannte Orphische Theogonie ist ein nur mittelbar bekannter Text aus dem Kreis der orphischen Dichtung. Sie schildert die Kosmogonie, die mythische Urgeschichte der Welt, nach demselben Grundschema wie Hesiods Theogonie: Zuerst entsteht der Kosmos, dann die Götterwelt und schließlich die Menschheit. Es lagen offenbar mehrere Fassungen vor, von denen dem spätantiken Neuplatoniker Damaskios († nach 538) noch drei bekannt waren. Die älteste von diesen wird Eudemos von Rhodos (4. Jahrhundert v. Chr.) zugeschrieben. Die zweite, in der Spätantike geläufige ist die der Heiligen Reden in 24 Rhapsodien, einer orphischen Schrift des 2. Jahrhunderts. Die dritte Fassung schrieb Damaskios zwei nicht weiter bekannten Autoren namens Hieronymos und Hellanikos zu. Er zog dabei auch die Möglichkeit in Betracht, dass sich die beiden Namen auf dieselbe Person beziehen.

## Ausgaben
- Alberto Bernabé (Hrsg.): Poetae epici Graeci. Testimonia et fragmenta. 2. Teil: Orphicorum et Orphicis similium testimonia et fragmenta, Band 1, Saur, München 2004, ISBN 3-598-71707-5 (maßgebliche kritische Ausgabe)